# 김은미
김은미는 대한민국의 사회학자로 이화여자대학교 총장이다. 2021년 3월부터 총장을 역임중이다.

## 학력
- 1981년 이화여자대학교 사회학 학사
- 1983년 브라운 대학교 석사
- 1987년 브라운 대학교 박사[2]